# ریچارد پرایر
ریچارد فرانکلین لنوکس توماس پرایِر (انگلیسی: Richard Franklin Lennox Thomas Pryor؛ ‏ ۱ دسامبر ۱۹۴۰–۱۰ دسامبر ۲۰۰۵) مجری استندآپ کمدی، بازیگر، منتقد اجتماعی، رئیس تشریفات و نویسنده آمریکایی بود.
پرایر بیشتر برای واکنش‌های سرسختانه‌اش در برابر نژادپرستی و موضع‌گیری نسبت به مسائل معاصر مانند ابتذال و بدزبانی معروف بود.
پرایر یک بار برنده جایزهٔ امی (۱۹۷۳) و پنج بار برنده جایزهٔ گرمی (۱۹۸۲، ۱۹۸۱، ۱۹۷۶، ۱۹۷۵، ۱۹۷۴) و برندهٔ جایزهٔ مارک توین سال ۱۹۹۸ شد.
از فیلم‌های او می‌توان به برخی آنرا عشق می‌نامند، شرایط بحرانی، دوشس و روباه درت واتر، میلیون‌ها بروسترس و زمان سگ دیوانه اشاره کرد.